# 澜沧弓鱼
澜沧弓鱼（学名：Racoma lantsangensis）为鲤科弓鱼属的鱼类，俗名面鱼、长条鲤，是中国的特有物种。分布于澜沧江中上游、怒江水系上游干支流、青海、西藏、云南等，属于高原冷水性底层鱼类。其多栖息于山中。该物种的模式产地在维西县岩瓦和德钦县溜洞江。

## 扩展阅读
維基物種上的相關：澜沧弓鱼